# Barruelo de Santullán (kommun)
Barruelo de Santullán är en kommun i Spanien.   Den ligger i provinsen Provincia de Palencia och regionen Kastilien och Leon, i den norra delen av landet, 280 km norr om huvudstaden Madrid. Antalet invånare är 1 403.